# دوار باب زيتونة (تيت فراح)
دوار باب زيتونة هو دُوَّار يقع بجماعة سيدي الحاج امحمد، إقليم تاونات، جهة فاس مكناس في المملكة المغربية. ينتمي الدوّار لمشيخة تيت فراح التي تضم 19 دوار. يقدر عدد سكانه بـ 427 نسمة حسب الإحصاء الرسمي للسكان والسكنى لسنة 2004.

## روابط خارجية
- البوابة الوطنية للجماعات الترابية نسخة محفوظة 12 مارس 2018 على موقع واي باك مشين.
- المندوبية السامية للتخطيط